# Alexandros von Korinth
Alexandros (altgriechisch Ἀλέξανδρος Aléxandros; † 245 v. Chr.) war ein makedonischer Statthalter und Herrscher in Griechenland im Zeitalter des Hellenismus.
Er war ein Sohn des Krateros, dem er als makedonischer Statthalter in Griechenland mit der Residenz Korinth nachfolgte. Als solcher war er ein Untergebener seines Onkels, König Antigonos II. Gonatas. Aber um das Jahr 253/252 v. Chr. fiel Alexandros von der makedonischen Oberhoheit ab, vermutlich mit der Unterstützung des achaiischen Bundes und der Ptolemäer. Um seine Unabhängigkeit zu behaupten, führte er in den folgenden Jahren einen Krieg gegen seinen Onkel, dem er auch Euböa abnehmen konnte. Ebenfalls nahm Alexandros den Titel Basileus (König) an, um seine ebenbürtige Stellung mit den anderen hellenistischen Herrschern zu unterstreichen.
Im Jahr 245 v. Chr. starb Alexandros, angeblich von Antigonos II. Gonatas vergiftet. Der ergriff die Gelegenheit und verheiratete Alexandros’ Witwe Nikaia mit seinem Thronfolger Demetrios, wodurch Korinth wieder unter die makedonische Hoheit geriet. Aber schon 243 v. Chr. wurde die Stadt von dem achaiischen Bund unter Aratos erobert.

## Weblink
- Materialsammlung

| Personendaten    | Personendaten                                              |
| ---------------- | ---------------------------------------------------------- |
| NAME             | Alexandros von Korinth                                     |
| ALTERNATIVNAMEN  | Ἀλέξανδρος (griechisch); Alexandros                        |
| KURZBESCHREIBUNG | makedonischer Statthalter und König von Korinth und Sikyon |
| GEBURTSDATUM     | 3. Jahrhundert v. Chr.                                     |
| STERBEDATUM      | 245 v. Chr.                                                |